# Augusta (titel)
Augusta (lat., "den upphöjda"), romersk hederstitel som gavs till kvinnliga medlemmar av kejsarfamiljen. Jfr Augustus.
Några kända romarinnor som hade titeln augusta
- 14 - Livia, gift med Augustus.  Hon var den första kvinnan som fick titeln.
- 41 - Antonia d.y., mor till Claudius.
- 50 - Agrippina d.y., gift med Claudius.
- 63 - Poppaea Sabina gift med Nero och Claudia Augusta dotter till Nero.
- före 80 - Flavia Domitilla den äldre, gift med Vespasianus.
- 105 - Pompeia Plotina gift med Trajanus och Ulpia Marciana, syster till Trajanus
- 112 - Salonina Matidia släkting Trajanus.
- 128 - Vibia Sabina, gift med Hadrianus.
- 138 - Faustina d.ä., gift med Antoninus Pius.
- 146 - Faustina d.y., dotter till Antoninus Pius, gift med Marcus Aurelius, mor till Commodus.
- 164 - Lucilla, dotter till Marcus Aurelius och gift med Lucius Verus.
- 177 - Bruttia Crispina, gift med Commodus.
- 193 - Manlia Scantilla gift med Didius Julianus och Didia Clara dotter till Didius Julianus.
- 210-talet - Fulvia Plautilla, gift med Caracalla
- 220 - Aquilia Severa, gift med Heliogabalus.
- 220-talet - Julia Avita Mamaea mor till Alexander Severus och Sallustia Orbiana gift med Alexander Severus.
- 238 - Sabina Tranquillina, gift med Gordianus III.
- 240-talet - Otacilia Severa, gift med Filip Araben.
- 240 - Herennia Etruscilla, gift med Trajan Decius och mor till Herennius Etruscus och Hostilianus.
- 250-talet - Mariniana, gift med Valerianus.
- c:a 250 - Cornelia Salonina gift med Gallienus.
- 253 - Cornelia Supera, gift med Aemilianus.
- 260 - Sulpicia Dryantilla, gift med Regalianus.
- 274 - Ulpia Severina, gift med Aurelianus
- 283 - Magnia Urbica, gift med Carinus.
- 308 - Galeria Valeria, dotter till Diocletianus och gift med Galerius.
- efter 312 - Flavia Julia Helena mor till Konstantin den store och Constantina, dotter till Konstantin den store.
- före 385 - Aelia Flaccilla, gift med Theodosius I.
- c:a 416? - Galla Placidia, dotter till Theodosius I, gift med Constantius III, mor till Valentinianus III.
- 439 - Eudoxia Licinia, gift med Valentinianus III
- c:a 440 - Justa Grata Honoria, syster till Valentinianus III.

## Galleri

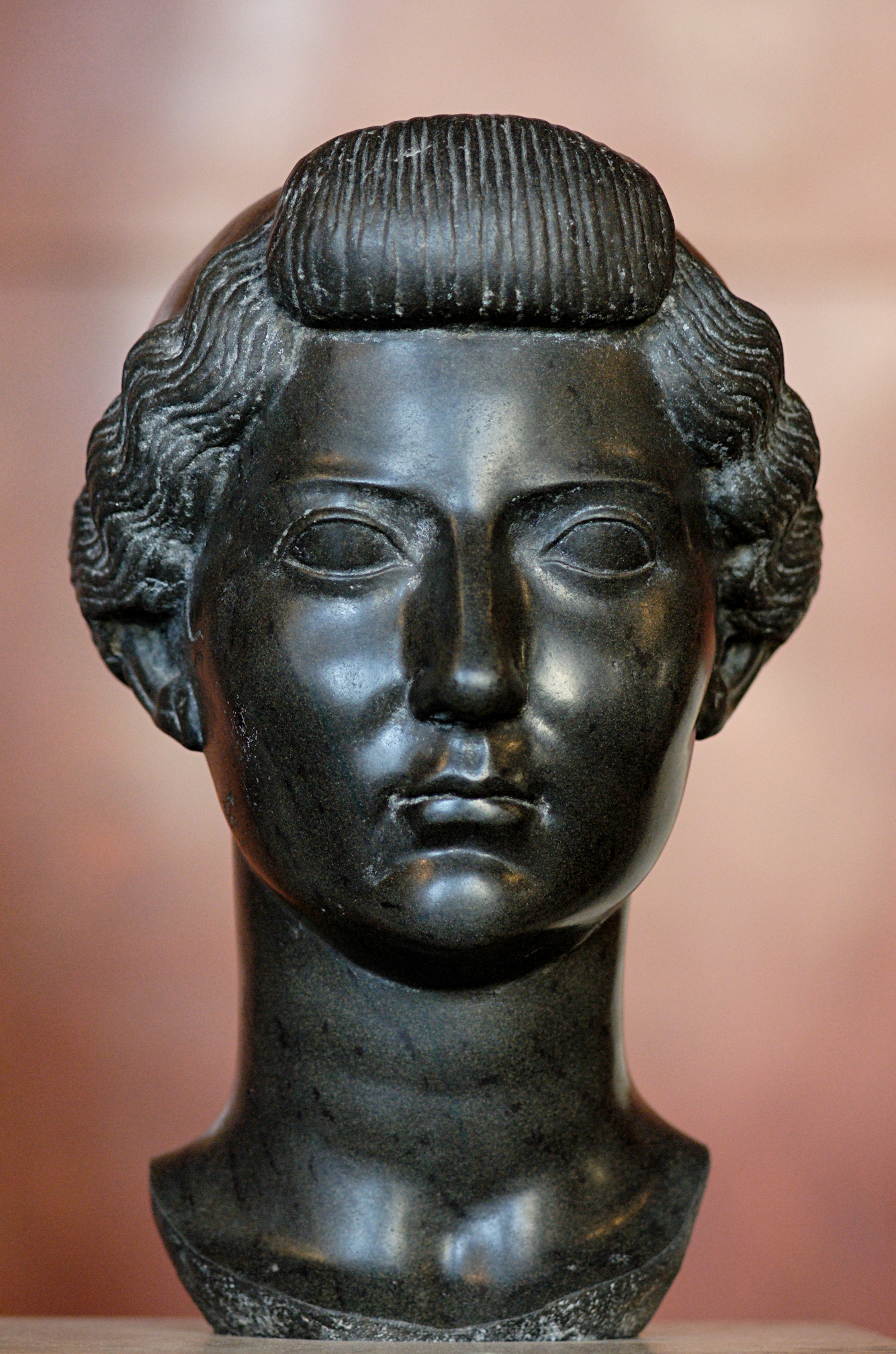
Livia, den första Augusta, år 14
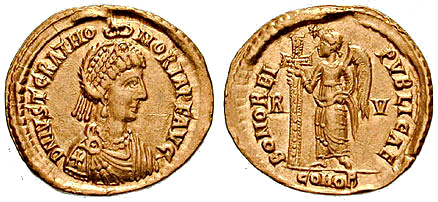
Justa Grata Honoria, Augusta år 440